# Axel Kerrolf
Axel Gustaf Bernhard Kerrolf, född 6 juni 1888 i Botkyrka församling, Stockholms län, död 24 augusti 1963, var en svensk psykiater.
Kerrolf blev medicine licentiat vid Karolinska institutet i Stockholm 1927, var hospitalsläkare av första klassen 1928–30 och förste läkare vid Piteå hospital och Furunäsets sjukhus 1930–34, överläkare av tredje klassen och familjevårdsläkare vid Mariebergs sjukhus i Kristinehamn 1934–35 samt överläkare och sjukhuschef vid Gådeå sjukhus i Härnösand 1936–54.